# Escudo de la República Socialista Soviética de Tayikistán
El emblema estatal de la República Socialista Soviética de Tayikistán fue adoptado el 1 de marzo de 1937 por el Gobierno de la RSS de Tayikistán. Está basado en el emblema nacional de la URSS.

## Descripción
El emblema está compuesto por una estrella roja (símbolo del "socialismo en los cinco continentes") dentro de la cual se encuentran la hoz y el martillo (símbolos soviéticos) y, detrás de esta, un sol naciente, que representa el futuro del pueblo tayiko, abrazados por un haz de trigo a la derecha y uno de algodón a la izquierda (que representan la agricultura) que están rodeados por una cinta roja que lleva el lema de la Unión Soviética, «¡Proletarios de todos los países, uníos!», escrito en ruso (Пролетарии всех стран, соединяйтесь!, romanizado: Stran Proletarii vsekh, soyedinyaytes!), y en tayiko (Пролетарҳои ҳамаи мамлакатҳо, як шавед!, romanizado: Proletarhoi hamai mamlakatho, jak şaved!).

## Historia
El emblema fue cambiado en 1992 al actual escudo de armas de Tayikistán, que conserva muchas partes de la vieja Unión Soviética.
De conformidad con el decreto del Presidium de la CCA de la ASSR de Tayikistán, de 23 de febrero de 1929,
El escudo de armas del estado de Tayikistán ASSR consistía en dosa dorada (martillo tayiko) y un martillo colocados en cruz con los brazos hacia abajo y ubicados en los rayos dorados del sol, rodeado por una corona de espigas de trigo a la derecha y una rama de algodón con cápsulas abiertas en la izquierda sobre un fondo naranja. Debajo de la inscripción en ruso: "¡Proletarios de todos los países, uníos!". Encima de la inscripción en idioma tayiko en la letra persa "¡Proletarios de todos los países, uníos!"
De conformidad con el artículo 105 de la Constitución de 1929 de la ASSR de Tayikistán,
El emblema nacional de la República Socialista Soviética de Tayikistán consistía en una dosa (similar a un martillo) y un martillo en oro colocados en cruz con los brazos hacia abajo y ubicados en una estrella de cinco puntas en el cielo azul iluminado por los rayos dorados del sol dorado que se elevaba por detrás. montañas cubiertas de nieve. La estrella está rodeada por una corona de espigas a la derecha y una rama de algodón con cápsulas abiertas a la izquierda sobre fondo naranja. En la parte inferior de la cinta de la corona de color rojo (escarlata). Debajo de la estrella está la inscripción en ruso: "¡Proletarios de todos los países, uníos!". En la parte superior de la estrella, una inscripción en persa tayiko, la letra latina tayika: "¡Proletarios de todos los países, uníos!". La imagen interna del escudo de armas rodeada por una cinta dorada en forma de media luna, cuernos hacia arriba. Tres inscripciones están dispuestas una encima de la otra en la cinta: la carta en persa, tayiko ASSR y la carta en ruso: "la República Socialista Soviética Autónoma de Tayikistán". Todas estas tres inscripciones están dispuestas en semicírculo sobre una cinta dorada en forma de media luna.
De acuerdo con la Constitución de la República Socialista Soviética de Tayikistán, adoptada el 24 de febrero de 1931, el IV Congreso de los Soviets de la República Socialista Soviética de Tayikistán:
El escudo de armas consistía en una imagen de una estrella de cinco puntas, en cuya parte superior se colocaba la hoz y el martillo a los rayos del sol, y en la parte inferior: una fábrica cerca de las laderas de las montañas, un puente de ferrocarril, un rebaño de ovejas, un tractor, una locomotora. Estrella enmarcada por una corona de espigas de trigo (derecha), ramitas de algodón (izquierda) y uvas (abajo), una corona estaba entrelazada con una cinta con el lema "¡Proletarios de todos los países, uníos!" En el sector inferior del círculo se colocaron las palabras "República Socialista Soviética de Tayikistán" en los idiomas tayiko latín, persa y ruso.
Según la Constitución, adoptada por el V Congreso de los Soviets en enero de 1935, el escudo de armas se mantuvo sin cambios, solo el nombre de la República se abrevió como "la República Socialista Soviética de Tayikistán". El 27 de junio de 1935, el Presidium de la CCA de la República Socialista Soviética de Tayikistán invitó al artista Alexander Yakovlev S. a refinar su proyecto del emblema (el proyecto AS Yakovlev obtuvo el primer lugar en el concurso, 1934).
El 4 de julio de 1935, el Presidium de la CCA de la República Socialista Soviética de Tayikistán aprobó un borrador revisado. Posteriormente, el 27 de abril de 1936, este borrador fue aprobado por el Decreto de la CCA de la República Socialista Soviética de Tayikistán. Descripción de este emblema:
Una corona de espigas a la derecha y ramitas de bolas de algodón en la parte inferior izquierda en el lugar de las ramas entrelazadas de algodón y mazorcas de maíz se colocaron hoz y martillo rodeadas de matorrales y hojas de parra; en medio de la hoz - capullos de seda; la corona está entrelazada con una cinta roja con el lema "¡Proletarios de todos los países, uníos!" en tayiko (izquierda) y ruso (derecha); dentro de la corona de abajo hacia arriba estaban el tractor, dos ovejas, tierra cultivable, canal, construcción de centrales hidroeléctricas con una bandera roja, árboles, pueblo, neftevyshka, montañas; sobre las montañas sale el sol, cuyos rayos se coloca la inscripción "Tajik SSR" en el idioma tayiko; entre los extremos de la corona - estrella roja de cinco puntas.
El 27 de abril de 1936, el Presidium de la CCA de la República Socialista Soviética de Tayikistán adoptó la resolución "Tras la aprobación de la descripción del emblema estatal de la República socialista soviética de Tayikistán". El 26 de mayo de 1936, la cuarta sesión de la CCA de la República Socialista Soviética de Tayikistán de la quinta convocatoria adoptó las imágenes y descripciones del escudo de armas y la bandera e hizo estas descripciones en los artículos 92 y 93 de la Constitución de la República Socialista Soviética de Tayikistán.
Según la Constitución, aprobada durante el VI Congreso Extraordinario de los Soviets el 1 de marzo de 1937, el emblema se ha simplificado enormemente: en el centro del escudo de armas en los rayos dorados del sol se representa una estrella roja de cinco puntas, la parte superior de los cuales se colocaron la hoz y el martillo de oro. Todo enmarcado por una guirnalda de espigas (derecha) y ramas de algodón con cápsulas abiertas (izquierda). Guirnalda entrelazó la cinta roja con inscripciones en tayiko y ruso: "¡Proletarios de todos los países, uníos!" y "Tajik SSR" (en la base de la corona).
Sobre la base de las descripciones constitucionales de la preparación de las imágenes del emblema y la bandera. El 19 de mayo de 1937, el Presidium de la CCA de la República Socialista Soviética de Tayikistán ha considerado las figuras del escudo de armas y la bandera de la República y recomendó hacer el lema en el escudo de armas de oro, para hacer el fondo del emblema y las hojas. de algodón verde claro, hoz y martillo en la estrella para representar el oro.
El 20 de mayo de 1937, el Presidium de la CCA de la República Socialista Soviética de Tayikistán había revisado los borradores de los dibujos del escudo de armas y la bandera y adoptó un decreto "Sobre el emblema y la bandera del Estado de la República Socialista Soviética de Tayikistán". Esta resolución fue finalmente aprobada con algunos cambios, el lema "¡Proletarios de todos los países, uníos!" Se recomendó escribir en oro, el fondo y las hojas de algodón a verde pálido, la hoz y el martillo de oro, los rayos del sol para colocar sobre la circunferencia. El 23 de mayo de 1937, el Presidium de la CEC aprobó el escudo de armas. Según se estableció en 1937 como una Comisión bajo el Presídium del Sóviet Supremo de la traducción del lema "¡Proletarios de todos los países, uníos!" en tayiko se hizo con precisión.

Escudo de armas de la República Socialista Soviética Autónoma Tayika (1924-1929)
Escudo de armas de la República Autónoma Socialista Soviética de Tayikistán (1929-1932)
Escudo de armas de la República Socialista Soviética de Tayikistán (1931-1935)
Emblema de la República Socialista Soviética de Tayikistán (1936-1937)
Emblema de la República Socialista Soviética de Tayikistán (1937-1938)
Emblema de la República Socialista Soviética de Tayikistán (1938-1940)
Emblema de la República Socialista Soviética de Tayikistán (en cirílico) (1940-1991) y de la República de Tayikistán (1991-1992)